# Chrzanów (Sainte-Croix)
Pour les articles homonymes, voir Chrzanów (homonymie).
Chrzanów est une localité polonaise de la gmina de Pacanów, située dans le powiat de Busko en voïvodie de Sainte-Croix.